# Гудович, Андрей Васильевич
Андрей Васильевич Гудович (1731, село Старые Ивайтёнки, Стародубский полк — 24 июня 1808, там же) — фаворит Петра III, генерал-аншеф, генерал-адъютант. Старший брат фельдмаршала И. В. Гудовича.
Родился в селе Старые Ивайтёнки Бакланской сотни Стародубского полка в семье малороссийского помещика Василия Андреевича Гудовича и его первой жены Анны Петровны (урожд. Носенко-Белецкой). Образование получил за границей в Кенигсбергском и Лейпцигском университетах.
В конце царствования Елизаветы Петровны состоял при великом князе Петре Фёдоровиче в звании голштинского камергера и в чине полковника. По вступлении на престол Петр III назначил Гудовича генерал-адъютантом с чином бригадиpa и пожаловал 15 тысяч крестьян в малороссийских слободах. При дворе ожидали его назначения гетманом.
Именно Гудович привёз в Бреславль сладостную для Фридриха II весть о кончине российской императрицы. Прусский король, приняв посланника мира с распростёртыми объятиями, сравнивал его с «голубицей, принесшей масличную ветвь в ковчег».
В 1762 г. Гудович был послан в Курляндию с поручением подготовить избрание герцогом принца Георга Голштинского. Во время переворота 1762 года он состоял при Петре III безотлучно и был вместе с ним арестован.
Вступив на престол, Екатерина II предложила Гудовичу остаться на службе, но он, выйдя в отставку генерал-майором, уехал за границу и, вернувшись в 1765, прожил безвыездно в своем имении Черниговской губернии до самой её смерти.
Император Павел, ценивший Гудовича за верность памяти отца, вызвал его в Петербург, произвёл 24.11.1796 в генерал-аншефы и пожаловал орденом св. Александра Невского. Старик Гудович, отвыкший от придворной жизни, тяготился пребыванием в столице и в начале 1797 года возвратился в деревню, где умер 11 лет спустя.